# كبريتات الحديد الثلاثي
كبريتات الحديد الثلاثي أو القُلْقُطَار أو الزَّاج الأصفر أو الزَاج الرُومِيّ (بالإنجليزية: Iron(III) sulfate)‏ مركب كيميائي له صيغة Fe2(SO4)3. ينحل في الماء فيظهر بلون أصفر. يستعمل في الطب كقابضٍ وكمجفّفٍ وكمرقئٍ للسيلانات الدموية.

## التحضير
يحضر كبريتات الحديديك Fe2(SO4)3 (كبريتات الحديد الثلاثي) بعملية التحليل الكهربائي لمحلول الكتروليتي لحمض الكبريتيك المخفف، مع وضع قطبين من الحديد حيث عند عملية التحليل الكهربائي يتكون كبريتات الحديدوز وعند الاكتمال من تحضير كبريتات الحديدوز يكون معدل الحموضة PH للمحلول الاكتروليتي متعادل يساوي 7.